# أوزفالدو جيانتي
أوزفالدو جيانتي (بالإنجليزية: Osvaldo Jeanty) مواليد 1 أغسطس 1983 في هايتي، هو لاعب كرة سلة كندي معتزل. بدأ مسيرته الاحترافية في سنة 2007. حمل الرقم 8. يبلغ طوله 6 قدم 0 بوصة (1.8 م). اعتزل اللعب في 2013.

## المسيرة الاحترافية
لعب مع غيسن فورتي سيكسرز في سنة 2010، ثم لعب مع ميدي بايرويت في الدوري الألماني من سنة 2010 إلى 2012، ثم لعب مع لندن لايتنينج في سنة 2012.

## روابط خارجية
- أوزفالدو جيانتي على موقع كرة السلة الأوروبية.كوم (الإنجليزية)
- أوزفالدو جيانتي على موقع ريلجم (الإنجليزية)
- أوزفالدو جيانتي على موقع بروبوليرز (الإنجليزية)